# Sågtjärnarna (Los socken, Hälsingland, 683307-145134)
Sågtjärnarna är en sjö i Ljusdals kommun i Hälsingland och ingår i Dalälvens huvudavrinningsområde.